# Distrikt La Victoria (Chiclayo)
Der Distrikt La Victoria liegt in der Provinz Chiclayo in der Region Lambayeque im Nordwesten von Peru. Der Distrikt wurde am 13. September 1984 gegründet. Er hat eine Fläche von 40,9 km². Beim Zensus 2017 wurden 90.912 Einwohner gezählt. Im Jahr 1993 lag die Einwohnerzahl bei 60.249, im Jahr 2007 bei 77.699. Sitz der Distriktverwaltung ist die 30 m hoch gelegene Stadt La Victoria mit 86.024 Einwohnern (Stand 2017). La Victoria ist ein südsüdwestlicher Vorort der Regions- und Provinzhauptstadt Chiclayo. La Victoria liegt 2,6 km vom Stadtzentrum von Chiclayo entfernt.

## Geographische Lage
Der Distrikt La Victoria befindet sich unweit der Pazifikküste von Nordwest-Peru südlich der Großstadt Chiclayo.
Der Distrikt La Victoria grenzt im Nordwesten an den Distrikt Pimentel, im Norden und Osten an den Distrikt Chiclayo, im Süden an den Distrikt Monsefú sowie im Südwesten an den Distrikt Santa Rosa.